# Stazione di Mesocco
La stazione di Mesocco era una stazione ferroviaria della ferroviaria a scartamento ridotto Bellinzona-Mesocco. Era capolinea della linea chiusa nel 1972, a servizio del comune di Mesocco.

## Storia

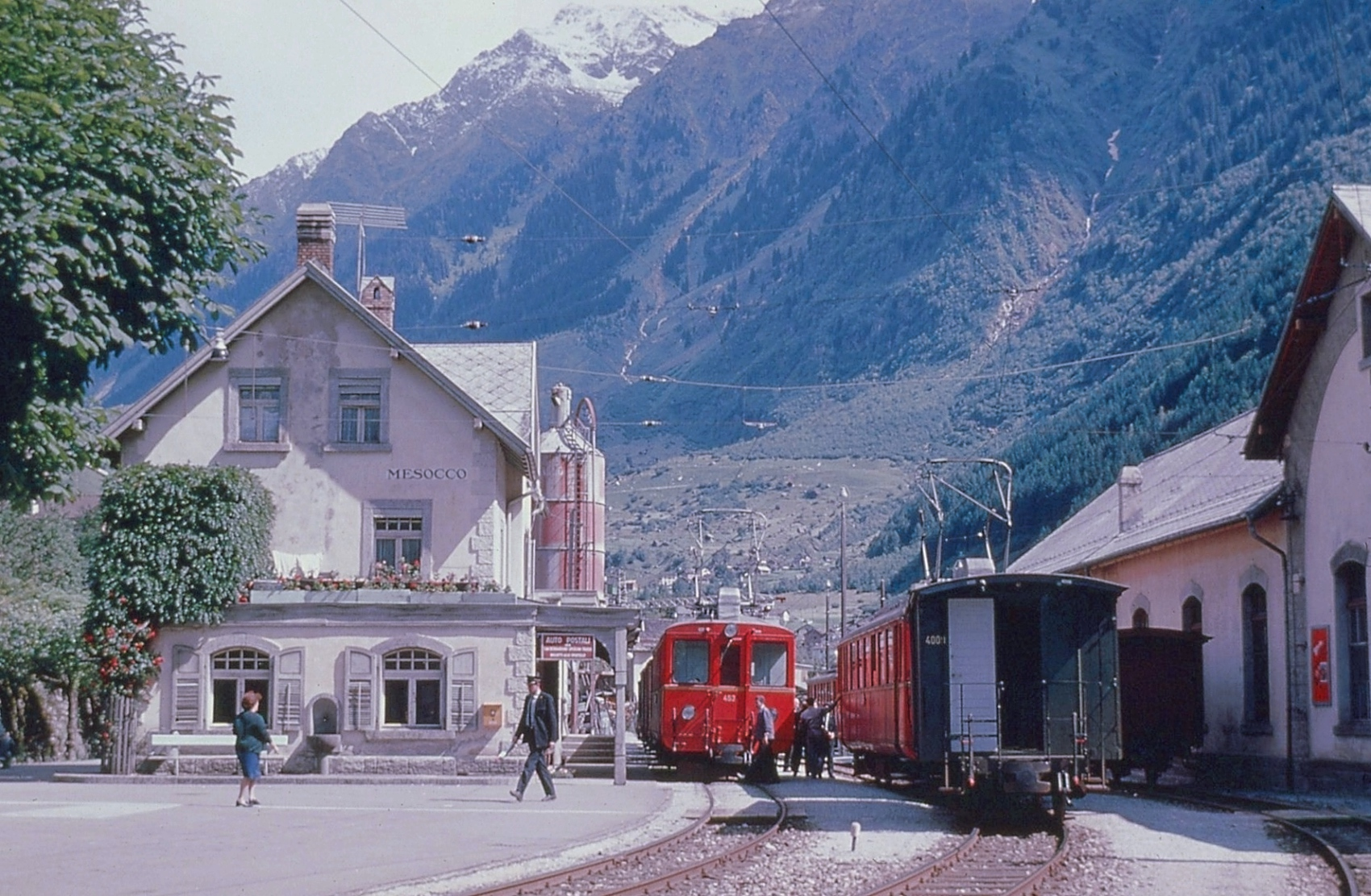
ca. 1970

La stazione fu aperta il 31 luglio 1907, per la seconda tratta fra Lostallo e Mesocco, per il completamento della linea Bellinzona-Mesocco. Fu chiusa il 27 maggio 1972 all'intera linea.
Era in progetto il prolungamento della ferrovia verso Thusis, con la ferrovia del San Bernardino, peraltro ormai destinato a rimanere sulla carta, a causa dell'orientamento del Consiglio Federale contrario sin dai primi del Novecento ad una linea alternativa a quella del Gottardo, anche se nel decreto federale del 2 febbraio 1923 l'Assemblea Federale aveva dato il consenso della concessione per la costruzione e l'esercizio ferroviario secondo il Consiglio federale del 19 giugno 1922.

## Strutture ed impianti
Era costituita da un fabbricato viaggiatori, un deposito locomotive e tre binari. Rimangono la stazione e il deposito mentre i tre binari sono ancora presenti in parte.